# Ahmose-Inhapi
Ahmose-Inhapi (... – Tebe, ...; fl. XVI secolo a.C.) è stata una regina egizia tra la tarda XVII dinastia e gli inizi della XVIII dinastia.

## Biografia
Ahmose-Inhapi era probabilmente figlia del faraone Senekhtenra Ahmose, e quindi sorella del faraone Seqenenra Ta'o e delle regine Ahhotep I e Sitdjehuti. Probabilmente andò in sposa al fratello Seqenenra Ta'o, ma non è da escludere che sia vissuta ai tempi di Ahmose I o di Amenofi I. Aveva i titoli di "Sposa del Re" e "Figlia del Re".

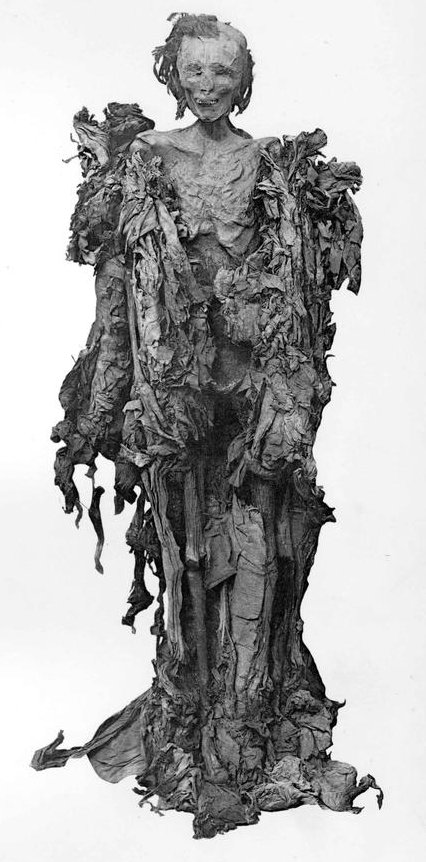
La mummia di Ahmose-Inhapi fotografata da G. Elliot Smith (1912).

Ebbe una figlia chiamata Ahmose-Henuttamehu. La regina Ahmose-Inhapi è menzionata nei papiri del Libro dei morti appartenuti alla figlia e giunti sino a noi e nella tomba del funzionario Amenemhat (TT53). 

## Mummia
Ahmose-Inhapi fu inizialmente sepolta in una tomba a lei destinata a Tebe, ma venne segretamente traslata con moltissime altre mummie reali nel cosiddetto nascondiglio DB320, presso Deir el-Bahari, per preservarla dai razziatori di tombe. Fu rinvenuta nel 1881 e attualmente si trova Museo del Cairo. 
Al momento della scoperta, la salma della regina giaceva in un sarcofago appartenuto alla cosiddetta Lady Rai, balia della nipote di Ahmose-Inhapi, la regina Ahmose Nefertari. Fu sbendata da Gaston Maspero il 26 giugno 1886 e venne esaminata qualche anno dopo dall'anatomista G. Elliot Smith, che descrisse Inhapi come una donna imponente e robusta, alta 1 metro e 68 centimetri e rassomigliante al fratello/sposo Seqenenra Ta'o. Lo studioso notò come, nonostante la giovane età della donna, il sale dell'imbalsamazione avesse prodotto innumerevoli rughe sul suo volto, oltre a distorcerne la fisionomia (questo anche a causa di un pesante oggetto decorativo, non rinvenuto, che probabilmente fu posto sul suo viso). I capelli della regina defunta furono intrecciati in un modo particolare, di moda agli inizi del Nuovo Regno.